# Episodi di Black Hole High (quarta stagione)
La quarta stagione di Black Hole High è andata in onda negli USA il 28 gennaio 2006 sui canali Discovery Kids e NBC.
| nº | Titolo originale | Titolo italiano | Prima TV USA    | Prima TV Italia |
| -- | ---------------- | --------------- | --------------- | --------------- |
| 1  | Conclusion (1)   | La verità (1)   | 28 gennaio 2006 |                 |
| 2  | Conclusion (2)   | La verità (2)   | 28 gennaio 2006 |                 |
| 3  | Conclusion (3)   | La verità (3)   | 28 gennaio 2006 |                 |